# 삼성상회
삼성상회(三星商會)는 1938년 이병철 회장이 대구를 연고로 하여 세운 기업이자 삼성물산의 전신이다. 당시에는 주로 밀가루, 청과 등의 간단한 작물들을 팔았고 이후 제일제당으로 이어진다.

## 상세
대구광역시 중구 인교동59-3번지에 위치한 건물. 지금의 삼성그룹의 전신인 삼성상회가 시작된 곳이다. 삼성상회가 삼성물산, CJ제일제당으로 변천하면서 현 건물은 그대로 빈 건물로 자리잡았고 그래도 중요 근대 역사 유적지이면서 재벌의 발원지를 나타내주는 중요 유산이기에 대구시가 보존 관리하고 있었다. 하지만 결국 건물의 노후화로 인해 1997년 결국 철거하고 현 위치에는 산업공구 유통업체인 한국 크레택이라는 회사가 들어섰다. 그리고 인근의 이병철 고택과 삼성상회터라는 흔적을 보존하기 위해 건물 맨 앞에 나무로 실크기의 2D 삼성상회터를 보존해 놨으며 각종 안내판도 설치해 놓았다. 근대골목 코스 중 하나이다.

## 같이 보기
- 삼성물산
- 삼성
- 이병철